# تی‌اوآی-۷۰۰
تی‌اوآی-۷۰۰ (انگلیسی: TOI-700) ستارهٔ کوتوله سرخی در فاصلهٔ ۱۰۱٫۴ سال نوری از زمین TESS). است که در صورت فلکی ماهی زرین قرار گرفته است. این ستاره میزبان سیارهٔ تی‌اوآی-۷۰۰ دی؛ نخستین سیاره فراخورشیدی همسان زمین است که در منطقه زیست‌پذیری این ستاره قرار گرفته است. تی‌اوآی-۷۰۰ توسط ماهواره نقشه‌بردار فراخورشیدی گذران کشف شد.

## فهرست و نام‌گذاری
پیشوند "TOI" به ستارگان و سیاره‌های فراخورشیدی مورد مطالعه توسط ماهواره «TESS» اشاره دارد و کوتاه‌شدهٔ عبارت "Transiting Exoplanet Survey Satellite Object of Interest" یا «تس».

## ویژگی‌های ستاره‌ای
تی‌اوآی-۷۰۰ یک کوتوله سرخ از کلاس طیفی M (بسیار سرخ‌تر، سردتر و کم نورتر از خورشید) است با ۴۰ درصد جرم، ۴۰ درصد شعاع و ۵۵ درصد دمای خورشید. ۶ این ستاره درخشان با سطوح کم فعالیت ستاره‌ای است. در ۱۱ بخش مشاهده شده با TESS، ستاره یک شعله نور سفید را نشان نمی‌دهد. سرعت چرخش پایین نیز نشانگر فعالیت کم ستاره است.